# Toba (imperador)
Imperador Toba (鳥羽天皇, Toba-tennō, 1103—1156) foi o 74º imperador do Japão, na lista tradicional de sucessão.

## Vida
Antes da sua ascensão ao Trono do Crisântemo seu nome era Munehito. Munehito era filho do Imperador Horikawa e sua mãe foi Fujiwara no Ishi.
Quando sua mãe morreu, seu avô, o Imperador Shirakawa, levou-o sob seus cuidados e o adotou.
No 21º ano do reinado de Horikawa, este morre aos 29 anos de idade; e a sucessão foi recebido pelo seu único filho, Munehito. Pouco tempo depois, o Imperador Toba ascende ao trono aos 4 anos de idade.
Toba reinou de 1107 a 1123. Durante o reinado de Toba, o poder real foi exercido por seu avô, Shirakawa, em um processo conhecido como Insei.
Em 25 de fevereiro de 1123, no 17º ano do reinado de Toba, este foi forçado a abdicar por Shirakawa. Toba entregou o trono a seu filho Akihito, que se tornaria o Imperador Sutoku. Toba tinha apenas 21 anos de idade, quando renunciou. A partir deste momento, Toba ficou com o título Daijō-tennō (Imperador Aposentado).
Em 1129 Shirakawa morre; e Toba começou a governar como Imperador em clausura. Toba manteve o poder nos reinados dos três próximos imperadores: Sutoku , Konoe e Go-Shirakawa .
Em 1142 Toba se torna monge budista, se mudando para o Todai-ji e passando a ser chamado de Kūkaku. Neste mesmo ano, ele força Sutoku a abdicar em favor de Konoe, que tinha  então apenas dois anos, a luta entre os irmãos viria a ser uma das causas da Rebelião Hōgen que ocorreu após a morte de Toba em 1156 aos 53 anos de idade.
O Imperador Toba é tradicionalmente venerado em um memorial no santuário xintoísta em Quioto. A Agência da Casa Imperial designa este local como Mausoléu de Toba. E é oficialmente chamado Anrakuju-in no misasagi.

## Daijō-kan
- Sesshō, Fujiwara no Tadazane, 1078–1162.[3]
- Kampaku, Fujiwara Tadazane.[3]
- Kampaku, Fujiwara no Tadamichi, 1097–1164.[3]
- Daijō Daijin, Fujiwara no Tadazane.[3]
- Sadaijin, Minamoto no Toshifusa (1107 - 1121).
- Sadaijin, Fujiwara no Tadamichi.[3]
- Sadaijin, Minamoto no Arihito (Hanazono).[3]
- Udaijin, Naka-no-in Munetada.[3]